# پائولو والنتیم
پائولو والنتیم (به پرتغالی: Pablo Angelo Valentim) مهاجم اهل برزیل است که در شهر Barra do Piraí و در تاریخ ۲۰ نوامبر ۱۹۳۳ به دنیا آمده‌است.
پائولو والنتیم در تیم‌های فوتبال Guarani سابقهٔ حضور دارد.